# Blastobasis pallescens
Blastobasis pallescens é uma espécie de mariposa do gênero Blastobasis pertencente à família Coleophoridae.